# Palm City
Palm City – jednostka osadnicza w Stanach Zjednoczonych, w stanie Floryda, w hrabstwie Martin.